# جنگ تریاک (فیلم ۲۰۰۸)
جنگ تریاک (انگلیسی: Opium War) فیلمی به کارگردانی، نویسندگی و تهیه‌کنندگی صدیق برمک است که در سال ۲۰۰۸ منتشر شد.
از بازیگران آن می‌توان به مارینا گلبهاری اشاره کرد.
این فیلم به عنوان نماینده سینمای افغانستان در بخش بهترین فیلم خارجی هشتاد و یکمین دوره جوایز اسکار به آکادمی علوم و هنرهای سینمایی معرفی شده بود؛ اما در نهایت نتوانست به پنج نامزد نهایی راه یابد.